# Два рубля Петра I (1718)
Два рубля Петра I (1718) — разновидность андреевского двухрублёвика, отчеканенная при Петре I в 1718 году.

## История
После свержения сводной сестры Софьи Алексеевны Петру I достались расстроенная финансовая система и недоверие людей к деньгам. Попытки царя Алексея Михайловича ввести медные деньги закончились Медным бунтом.
На денежную политику Петра I большое влияние оказала его поездка в Европу в 1697—1698 годах в составе Великого посольства. Там он получил доступ к Монетному двору[какому?], встречался с Исааком Ньютоном, который был также смотрителем Монетного двора. Пётр I почувствовал разницу между Московским государством, где людям приходилось тратить много времени для подсчёта мелких монет, и Англией, чеканящей монеты крупных номиналов. Также англичане к этому времени добились лучшей сохранности монет путём гурчения — машинной обработке рёбер. Благодаря гурчению стала также бессмысленной обрезка монет, когда часть их металла с боков спиливалась жуликами. Царь Пётр распорядился закупить в Англии оборудование для производства монет и отправить его в Москву.
К 1717 году, когда он посетил Парижский монетный двор, в Российской империи монетное дело уже было поставлено по европейскому образцу. Мастеров монетных дел вначале выписывали из-за границы, потом производство освоили русские мастера. В 1710 году московский мастер Фёдор Алексеев сделал свой станок для гурчения, за что Пётр I поднял ему жалованье. С 1718 года гурчение стало использоваться в России повсеместно.
Первые золотые монеты Петра I, Ивана и Софьи были как с изображениями правителей или двух соправителей, так и просто с двуглавыми орлами на двух сторонах. В дальнейшем, при Петре I, все изменилось. Золотые монеты вошли в обиход. Первоначально их перечеканивали из западных золотых дукатов. Вес одного дуката, как правило, составлял 6—7 граммов, при этом на монете не был указан номинал. На Руси их стали называть червонцем, а два дуката — двойным червонцем. С 1718 года Пётр I стал выпускать монеты номиналом два золотых рубля.

## Описание
Монета два рубля Петра I отчеканена в 1718 году из золота 781-й пробы; гурт: узор; диаметр монеты составляет: 20,6 мм; вес: 4,08 г. Монета чеканилась в Москве на Красном дворе.

## Аверс
На аверсе изображена голова императора Петра I, повёрнутая вправо в лавровом венке, повёрнутая вправо в латах и мантии с пряжкой на правом плече и заклёпками на груди. Легенда по периметру монеты: Р Г САМОД ЦРЪ ПЕТРЪ АЛЕІКСІЕВіЧЪ (Пётр Алексеевич Император и Самодержец Всероссийский).

## Реверс
На реверсе изображён в полный рост святой апостол Андрей Первозванный с нимбом над головой, согнутой правой рукой, сзади него — крест. Легенда — М НОВА ЦЕНА ДВА РУБЛИ 1718. Под изображением святого Андреем буква L — знак минцмейстера Иоганна Лювиса Ланга (1707—1719). Святой стоит на основании, выполненном в виде прямоугольника.
Монета имеет гладкий гурт.

## Разновидности
Разновидностями двух рублей Петра I 1718 года являются монеты, отличающиеся следующими признаками:
- круговая надпись латинскими буквами, большая голова, год 17-18 раздельно;
- буква L, круговая надпись аверса «•В•Р• САМОДЕРЖЕЦЪ•», особый портрет, год 17-18 раздельно;
- буква L, круговая надпись аверс «•В•Р• САМОД•», реверс «М• НОВА•» особый портрет, год 17-18 раздельно;
- без букв, круговая надпись аверс «•В•Р• САМОД•», реверс «М• НОВА•» год 17-18 раздельно;
- буква L, круговая надпись аверс «•В•Р• САМОД•», реверс «М НОВА» особый портрет, год 1718 слитно;
- буква L, круговая надпись аверс «•В•Р• САМОД•», реверс «М• НОВ•» особый портрет, год 1718 слитно;
- без буквы L, круговая надпись аверс «•В•Р• САМОД•» / «М НОВА» без точек.